# Flugunfall der „Roermond“
Die Roermond war eine Lockheed Constellation der KLM Royal Dutch Airlines, die am 23. Juni 1949 nahe Bari aus ungeklärter Ursache ins Mittelmeer stürzte.

## Flugzeug
Die Lockheed L-749 mit dem Kennzeichen PH-TER und dem Namen Roermond war seit dem 12. August 1947 im Dienst der KLM. Die Roermond flog auf der sogenannten Mauritiusroute von Batavia (heute Jakarta) nach Amsterdam mit Zwischenstopps in Mauritius und Kairo. Diese Streckenführung wurde notwendig, nachdem mehrere Staaten im Mittleren Osten, darunter Pakistan, Indien und Ceylon, der KLM im Jahr 1949 die Landerechte aus politischen Gründen entzogen hatten.

## Flugverlauf
Die am 21. Juni in Batavia gestartete Roermond machte eine Zwischenlandung in Kairo, wo die Flugzeugbesatzung ausgewechselt wurde. Am 23. Juni startete die Maschine um 05:08 Uhr vom Flughafen Kairo zu ihrer letzten Etappe nach Amsterdam. Die geschätzte Ankunftszeit war um 14:45 Uhr niederländischer Zeit. Um 10 Uhr niederländischer Zeit befand sich die Roermond über der Adriaküste mit Kurs auf Bari, Italien. Gegen 10:25 Uhr meldeten die Piloten der Funkleitstelle in Rom eine Flughöhe von 5.000 Metern und dass alles in Ordnung sei. Eine halbe Stunde später, gegen 10:55 Uhr, stürzte die Roermond, zwei Kilometer vom Leuchtturm Punta San Cataldo entfernt, ins Meer. Alle 33 Insassen an Bord starben, darunter der Sohn von Albert Plesman, Hans Plesman.

## Unfalluntersuchung
23 Opfer konnten aus dem Meer geborgen werden, wobei auffiel, dass sie nur teilweise bekleidet waren und keine Schuhe trugen. Dies führte zur Vermutung, dass der Pilot eine Notwasserung durchführen wollte und deswegen die Passagiere anwies, die Schuhe auszuziehen. Da die Trümmer der Roermond in nur 30 Metern Tiefe lagen, wurden die meisten Trümmerteile mit Hilfe eines Schwimmkrans geborgen. Nach der ersten Untersuchung der Trümmer wurde festgestellt, dass das Leitwerk des Flugzeugs abbrach, bevor es ins Wasser stürzte.

## Augenzeugen
Die Augenzeugenberichte des Absturzes unterschieden sich stark voneinander. Einige berichteten, wie das Flugzeug plötzlich nach unten stürzte, wobei das Leitwerk abbrach. Danach habe sich das Flugzeug zweimal überschlagen, bevor es auf dem Meer aufprallte. Andere wiederum erzählten, dass es eine Explosion gab, durch die das Flugzeug in zwei Teile zerbrach. Das Leitwerk kam zuerst auf dem Wasser auf, danach der restliche Rumpf.

## Unfallursache
Das Leitwerk brach vielleicht durch Überlastung vom Flugzeug ab, als es sich in Rückenlage befand. Wieso die Roermond in einen Sturzflug ging, konnte nicht festgestellt werden, weil einige der Trümmer nicht geborgen werden konnten; allerdings wurde ein Ausfall des Autopiloten vermutet. Nachdem ein defekter Autopilot vermutet wurde, sollten die Piloten immer angeschnallt bleiben, wenn sie den Autopiloten benutzen. Bei einem Ausfall konnte das Flugzeug in Schwingungen geraten, durch die der Pilot durch das Cockpit geschleudert werden würde und er das Flugzeug nicht mehr steuern könnte.